# Tau Geminorum
Tau Geminorum (τ Gem, τ Geminorum) é a estrela na constelação de Gemini. Tem uma magnitude aparente de +4,42, sendo visível a olho nu. Sua distância pode ser calculada usando a técnica da paralaxe, o que dá um valor de aproximadamente 321 anos-luz (98 parsecs) da Terra.
É uma estrela gigante evoluída com uma classificação estelar de K2 III. Tem o dobro da massa do Sol e expandiu-se para 27 vezes o raio solar. Tau Geminorum está irradiando cerca de 224 vezes a luminosidade do Sol de sua atmosfera externa a uma temperatura efetiva de 4 528 K, o que dá à estrela o brilho alaranjado típico de estrelas de classe K. Está rotacionando lentamente com uma velocidade de rotação projetada de 5,8 km/s.
Tem uma companheira anã marrom descoberta em 2004 por Mitchell et al., chamada Tau Geminorum b, cuja massa é pelo menos 18,1 vezes maior que a Júpiter. Essa anã marrom orbita Tau Geminorum com um semieixo maior de no mínimo 0,88 UA, completando uma órbita a cada 305 dias (0,84 anos).